# Sericobracon evansi
Sericobracon evansi är en stekelart som beskrevs av Shaw 1985. Sericobracon evansi ingår i släktet Sericobracon och familjen bracksteklar. Inga underarter finns listade i Catalogue of Life.